# Gran Premio de Suiza de Motociclismo de 1954
El Gran Premio de las Naciones de Motociclismo de 1954 fue la séptima prueba de la temporada 1953 del Campeonato Mundial de Motociclismo. El Gran Premio se disputó el 21 de agosto de 1953 en el Circuito de Bremgarten. Esta sería la última vez que se disputaria un Gran Premio en el país helvético.

## Resultados 500cc
Después de un comienzo de temporada algo difícil, Geoff Duke ganó su cuarta carrera consecutiva y finalmente se aaseguró el título mundial del medio litro. Ray Amm terminó segundo con su Norton Manx, pero a Reg Armstrong le fue suficiente con su tercer lugar para subir tres posiciones en la clasificación de la Copa del Mundo. A Pierre Monneret corrió con la nueva Gilera 500 4C pero solo fue séptimo, detrás de los AJS E95 de Rod Coleman y Derek Farrant.
| Pos.    | Piloto             | Equipo     | Tiempo/Retirado | Puntos |
| ------- | ------------------ | ---------- | --------------- | ------ |
| 1       | Geoff Duke         | Gilera     | 1h 21' 04" 6    | 8      |
| 2       | Ray Amm            | Norton     | +3" 7           | 6      |
| 3       | Reg Armstrong      | Gilera     | +58" 5          | 4      |
| 4       | Jack Brett         | Norton     | +1' 18" 3       | 3      |
| 5       | Rod Coleman        | AJS        | +2' 48" 3       | 2      |
| 6       | Derek Farrant      | AJS        | +1 Vuelta       | 1      |
| 7       | Pierre Monneret    | Gilera     | +1 Vuelta       |        |
| 8       | Leo-Trevor Simpson | Matchless  | +1 Vuelta       |        |
| 9       | Luigi Taveri       | Norton     | +2 Vueltas      |        |
| 10      | Hans Bartl         | BMW        | +3 Vueltas      |        |
| 11      | Florian Camathias  | Norton     | +8 Vueltas      |        |
| Ret     | Ken Kavanagh       | Moto Guzzi | Ret             |        |
| Ret     | Otello Spadoni     | Gilera     | Ret             |        |
| Ret     | Phil Heath         | Norton     | Ret             |        |
| Ret     | Helmut Volzwinkler | Matchless  | Ret             |        |
| Ret     | Fergus Anderson    | Moto Guzzi | Ret             |        |
| Ret     | René Del Torchio   | Matchless  | Ret             |        |
| Ret     | Roy Godwin         | Norton     | Ret             |        |
| Ret     | Georg Braun        | Horex      | Ret             |        |
| Ret     | Firmin Dauwe       | Norton     | Ret             |        |
| Ret     | Arthur Fenn        | Norton     | Ret             |        |
| Ret     | Bob McIntyre       | AJS        | Ret             |        |
| Ret     | John Storr         | Norton     | Ret             |        |
| Fuente: |                    |            |                 |        |

## Resultados 350cc
Después de retirarse en el Gran Premio de Alemania, la Moto Guzzi Monocilindrica 350 se mantuvo intacta y Fergus Anderson y Ken Kavanagh decidieron la carrera con tres décimas de diferencia entre ellos a la llegada. Ray Amm tuvo que ceder durante más de medio minuto y terminó tercero. Anderson se colocó inmediatamente al frente de la general pero la categoría de 350cc siguió estando muy emocionante. Incluso Derek Farrant, que se situaba décimo en la clasificación, podría teóricamente convertirse en campeón mundial, aunque en la realidad solo tenían opciones reales Anderson, Amm y Rod Coleman.
| Pos. | Piloto             | Equipo     | Tiempo/Retirado | Puntos |
| ---- | ------------------ | ---------- | --------------- | ------ |
| 1    | Fergus Anderson    | Moto Guzzi | 1h 04' 54" 9    | 8      |
| 2    | Ken Kavanagh       | Moto Guzzi | +0" 3           | 6      |
| 3    | Ray Amm            | Norton     | +39" 2          | 4      |
| 4    | Jack Brett         | Norton     | +1' 33" 4       | 3      |
| 5    | Rod Coleman        | AJS        | +2' 00" 5       | 2      |
| 6    | Bob McIntyre       | AJS        | +2' 22" 3       | 1      |
| 7    | Enrico Lorenzetti  | Moto Guzzi | +2' 30" 8       |        |
| 8    | Derek Farrant      | AJS        | +2' 46"         |        |
| 9    | Alano Montanari    | Moto Guzzi | +1 Vuelta       |        |
| 10   | Leo-Trevor Simpson | AJS        | +1 Vuelta       |        |
| 11   | John Storr         | Norton     | +1 Vuelta       |        |
| 12   | Helmut Volzwinkler | Velocette  | +2 Vueltas      |        |
| 13   | Hans Haldemann     | Norton     |                 |        |
| 14   | Phil Heath         | AJS        |                 |        |
| 15   | Firmin Dauwe       | Norton     |                 |        |
| 16   | Werner Mazanec     | AJS        |                 |        |
| 17   | Erwin Haldinger    | Horex      | +4 Vueltas      |        |
| Ret  | Oscar Clemencich   | Horex      | Ret             |        |
| Ret  | Georg Braun        | Horex      | Ret             |        |
| Ret  | Tommy Wood         | Norton     | Ret             |        |

## Resultados 250cc
Como había ocurrido durante todo el año, la carrera de 250cc fue ganada por NSU, pero debido a que Werner Haas tuvo un accidente, Rupert Hollaus se llevó los honores de la victoria. Georg Braun quedó segundo con uno de los primeros NSU Sportmax y Hermann Paul Müller tercero. Luigi Taveri quedó cuarto en la carrera de casa con la Moto Guzzi Bialbero 250. En séptimo lugar terminó Florian Camathias, que luego causaría furor como corredor de sidecar.
| Pos. | Piloto              | Equipo     | Tiempo/Retirado | Puntos |
| ---- | ------------------- | ---------- | --------------- | ------ |
| 1    | Rupert Hollaus      | NSU        | 1h 01' 56" 7    | 8      |
| 2    | Georg Braun         | NSU        | + 3' 25" 1      | 6      |
| 3    | Hermann Paul Müller | NSU        | + 1 Vuelta      | 4      |
| 4    | Luigi Taveri        | Moto Guzzi | + 1 Vuelta      | 3      |
| 5    | Roberto Colombo     | Moto Guzzi | + 1 Vuelta      | 2      |
| 6    | Walter Vogel        | Adler      | + 1 Vuelta      | 1      |
| 7    | Florian Camathias   | Moto Guzzi | + 1 Vuelta      |        |
| 8    | Kurt Knopf          | NSU        | +2 Vueltas      |        |
| 9    | Tommy Wood          | Moto Guzzi | +2 Vueltas      |        |
| 10   | Charles Schumacher  | Moto Guzzi | +2 Vueltas      |        |
| 11   | Rudolf Stein        | NSU        | +2 Vueltas      |        |
| 12   | Archie Fenn         | Moto Guzzi | +3 Vueltas      |        |
| 13   | Rudi Meier          | Adler      | +7 Vueltas      |        |
| 14   | Ramades Bianchi     | Moto Guzzi | +8 Vueltas      |        |
| Ret  | Wener Haas          | NSU        | Ret             |        |
| Ret  | Helmut Hallmeier    | Adler      | Ret             |        |